# Нововладимировская
Нововлади́мировская — станица в Тбилисском районе Краснодарского края Российской Федерации.
Административный центр Нововладимировского сельского поселения.

## География
Станица находится в верховьях реки Бейсуг, в степной зоне, на расстоянии 20 км к северо-западу от станицы Тбилисская, административного центра района.

## История
Посёлок (позже хутор) Владимировский основан в 1879 году. В 1911 году был преобразован в станицу Нововладимировскую.

## Население
| 2002 | 2010  |
| ---- | ----- |
| 1712 | ↗1736 |

## Улицы
| - ул. Весёлая, - ул. Вишнёвая, - пер. Дальний, - ул. Заводская, - ул. Заречная, | - ул. Казачья, - ул. Колхозная, - пер. Короткий, - ул. Ленина, - ул. Мира, | - ул. Молодёжная, - ул. Набережная, - ул. Новая, - ул. Октябрьская, - пер. Парковый, | - ул. Пионерская, - ул. Садовая, - ул. Светлая, - ул. Северная, - ул. Советская, | - ул. Степная, - пер. Тихий, - ул. Тополиная, - ул. Фестивальная, - ул. Шоссейная. |

## Инфраструктура
В станице действуют средняя общеобразовательная школа, детский сад, больница.